# Leopold von Schwarzenhorn

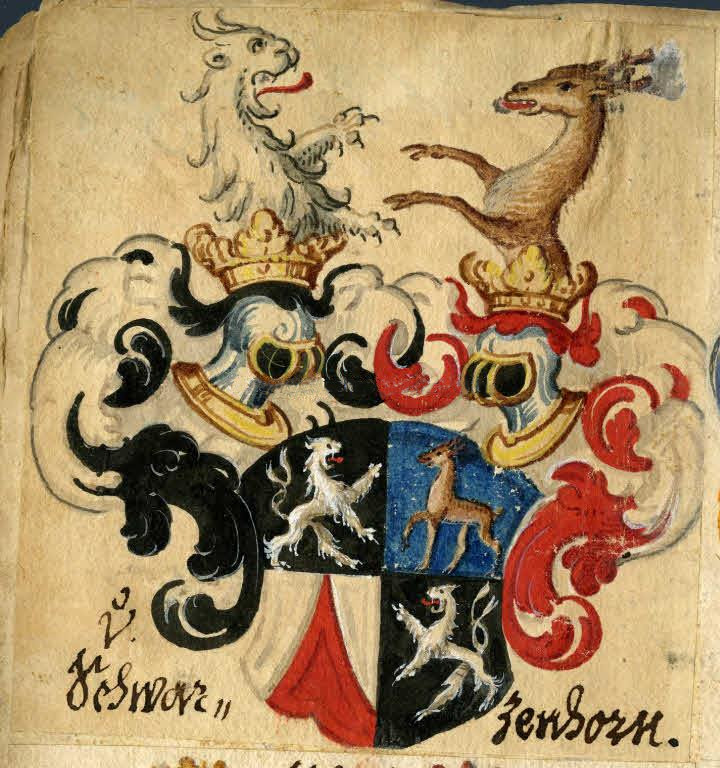
Wappen der Leopold von Schwarzenhorn von 1581 im Österreichischen Staatsarchiv

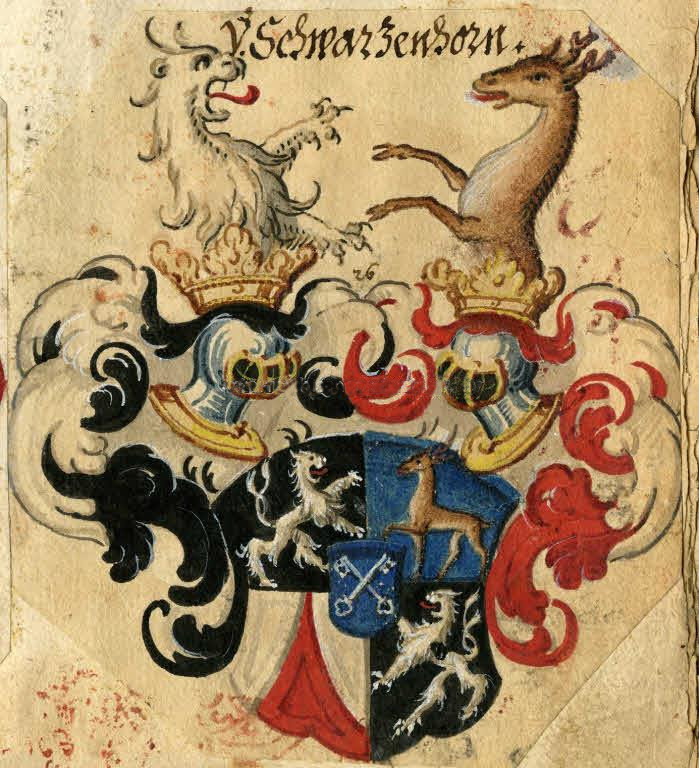
Vermehrtes Wappen der Leopold von Schwarzenhorn von 1629 mit dem Hofstatt-Wappen als Herzschild im Österreichischen Staatsarchiv

Leopold von Schwarz(en)horn zu Hofstatt und Gravetsch war der Name eines briefadeligen Geschlechts aus Tirol. 

## Geschichte
Der fürstbischöfliche Rat und Doktor jur. Georg Leopold, erlangte 1572 den Adelsstand des Fürstbistums Brixen. 1582 belehnte ihn Bischof Christoph Andreas von Spaur mit dem Ansitz Bichl bzw. Schwarzhorn in St. Martin bei Bruneck. In Folge nannte sich die Familie „von Schwarz(en)horn“ und erwarb zudem den Ansitz Hofstätter in Neustift bei Brixen sowie den Ansitz Gravetsch in Villanders bei Klausen. Durch die Ehe von Hans Jakob Leopold mit Anna Rech kam auch der Ansitz Rechegg in Klausen in Familienbesitz. Darauf erteilte der Tiroler Landesfürst Erzherzog Ferdinand II. am 27. Oktober 1581 in Innsbruck die Rotwachsfreiheit und eine Wappenmehrung mit dem der ausgestorbenen von Rech. Am 7. April 1629 erhielten der fürstbischöfliche Rat und Pfleger von Feldthurns Hans Gaudenz Leopold von Schwarzenhorn auf Hofstatt, sowie dessen Brüder und Vettern Balthasar, Hans Jakob und Bonaventura in Wien den rittermäßigen Adelsstand, die Lehensberichtigung, eine Wappenbestätigung und Wappenbesserung durch Vereinigung mit jenem der  ausgestorbenen von Hofstatt. Das Geschlecht ist darauf im Mannesstamm erloschen. Die Erbentochter Maria Leopold von Schwarzenhorn brachte die Güter 1665 ihrem Mann zu, den fürstbischöflichen Hofrat und Leibarzt Doktor med. Johann Michael von Lachmüller. Letzterer wurde am 2. Mai 1665 in Wien ebenfalls der rittermäßige Adelsstand inkl. des Prädikats „von und zu Hofstatt“, eine Wappenbesserung und die Lehenberechtigung verliehen.

## Wappen
- Blasonierung des redenden Stammwappens: Auf schwarzem Feld einen silbernen Löwen (Leo). Kleinod: Ein wachsender Löwe.
- Blasonierung des vermehrten Wappens von 1581: Geviert. Felder 1 und 4 in Schwarz ein nach innen gekehrter silberner Löwe, Feld 2 in Blau ein natürlicher Rehbock, Feld 3 in Silber eine eingeschweifte rote Spitze. Zwei gekrönte Helme: I. mit schwarz-silbernen Helmdecken der silberne Löwe wachsend, II. mit rot-silbernen Decken der Rehbock wachsend.
- Blasonierung des vermehrten Wappens von 1629: Geviert mit blauem Herzschild, darin zwei ins Andreaskreuz gestellte silberne Schlüssel mit den Bärten nach oben und außen. Felder 1 und 4 in Schwarz ein nach innen gekehrter silberner Löwe, Feld 2 in Blau ein natürlicher Rehbock, Feld 3 in Silber eine eingeschweifte  rote Spitze. Zwei gekrönte Helme: I. mit schwarz-silbernen Helmdecken der silberne Löwe wachsend, II. mit rot-silbernen Decken der Rehbock wachsend.

## Persönlichkeiten
- Georg II. Leopold von Schwarzenhorn, fürstbischöflicher Hofrat, Pfleger von Feldthurns, ⚭ Agatha von Ech
  - Gaudenz Leopold von Schwarzenhorn († 1631), fürstbischöflicher Hofrat, Haushofmeister, Diplomat, ⚭ 1598 Ursula Fieger von Hirschberg[4]
- Johann Chrysostomus Leopold von Schwarzenhorn († 1575), ⚭ Regina Söll
  - Johann Chrysostomus Leopold von Schwarzenhorn († 1592), Kanoniker am Brixner Dom[5]
- Johann Jakob Leopold von Schwarzenhorn, ⚭ Anna Rech von Rechegg
  - Johann Jakob Leopold von Schwarzenhorn († 1634), fürstbischöflicher Rat in Brixen, ⚭ 1614 Regina von Enzenberg[6]

- Maria Leopold von Schwarzenhorn, ⚭ Johann Michael von Lachmüller (1589–1669), fürstbischöflicher Hofrat und Leibarzt
  - Johann Wilhelm von Lachmüller (1632–1685), fürstbischöflicher Leibarzt
  - Johann Michael von Lachmüller (1633–1686), Hofrat, Stadtrichter von Brixen, Vizekanzler
  - Franz Hartmann von Lachmüller (1638–1690), Pfleger von Feldthurns
  - Georg Karl von Lachmüller (1641–1690), Chorherr am Kloster Neustift